# Lassana Faye
Lassana Faye (Rotterdam, 15 juni 1998) is een Nederlands-Senegalees voetballer die als verdediger speelt.

## Carrière
Faye speelde in de jeugd van Spartaan '20, Sparta Rotterdam en PSV voordat hij in 2015 werd opgenomen in de opleiding van de Vitesse Voetbal Academie. Op 14 augustus 2016 debuteerde Faye in het tweede elftal van Vitesse, in de uitwedstrijd tegen FC Lienden (2–1). Op 14 december 2016 maakt hij op 18-jarige leeftijd zijn debuut voor Vitesse in de bekerwedstrijd tegen Jodan Boys (4–0). Met Jong Vitesse eindigde hij in 2017 op de zeventiende plaats en degradeerde daardoor naar de Derde divisie. Als bekerwinnaar, van het seizoen 2016/17, mocht Vitesse spelen om de Johan Cruijff Schaal tegen landskampioen Feyenoord op 5 augustus 2017. In de wedstrijd verving Faye in de 87e minuut Alexander Büttner. Het duel eindigde na reguliere speeltijd in 1–1. Vitesse verloor daarna na strafschoppen (4–2), waarbij Vitesse-spelers Tim Matavž en Milot Rashica hun penalty's misten. Tijdens de voorbereiding van het seizoen 2018-2019 werd Faye, door de nieuwe trainer Leonid Slutskiy, overbodig verklaard bij Vitesse; met Alexander Büttner en Max Clark was de linksbackpositie al dubbel bezet.
Na een halfjaar alleen wedstrijden bij het tweede elftal te hebben gespeeld vertrok Faye naar Sparta Rotterdam waar hij eerder al in de jeugd had gespeeld. Hij tekende voor anderhalf jaar in Rotterdam-West. Tijdens zijn eerste halve seizoen voor Sparta speelde Faye in totaal 16 wedstrijden en promoveerde hij via de Play-offs met Sparta naar de Eredivisie.
In het seizoen 2020/21 speelde Faye op huurbasis voor ADO Den Haag waarmee hij uit de Eredivisie degradeerde. Medio 2021 liep zijn contract bij Sparta af en kwam hij zonder club te zitten.
Eind januari 2022 ging Faye naar het Oekraïense FK Roech Lviv. Een maand later, nog voor aanvang van de competitie, moest hij het land uitvluchten vanwege de Russische invasie van Oekraïne. Op 9 december 2022 maakte het Canadese York United FC, uitkomend in de Canadian Premier League, bekend dat het Faye gecontracteerd had voor het seizoen 2023 met een optie op nog een jaar. Van juni tot december 2023 speelde hij voor Telstar. In januari 2024 ging hij naar het Letse FK Liepāja. Na een periode in Irak, ging hij in maart 2025 op de Faeröer voor HB Tórshavn spelen.

## Clubstatistieken

### Senioren
| Seizoen         | Club             |                    | Competitie      | Competitie | Competitie | Beker | Beker | Internationaal | Internationaal | Overig | Overig | Totaal | Totaal |
| Seizoen         | Club             | Wed.               | Competitie      | Dlp.       | Wed.       | Dlp.  | Wed.  | Dlp.           | Wed.           | Dlp.   | Wed.   | Dlp.   |        |
| --------------- | ---------------- | ------------------ | --------------- | ---------- | ---------- | ----- | ----- | -------------- | -------------- | ------ | ------ | ------ | ------ |
| 2016/17         | Vitesse          | Vlag van Nederland | Eredivisie      | 2          | 0          | 1     | 0     | –              | –              | –      | –      | 3      | 0      |
| 2017/18         | Vitesse          | Vlag van Nederland | Eredivisie      | 18         | 0          | 0     | 0     | 5              | 0              | 2      | 0      | 25     | 0      |
| 2018/19         | Vitesse          | Vlag van Nederland | Eredivisie      | 0          | 0          | 0     | 0     | 0              | 0              | –      | –      | 0      | 0      |
| 2018/19         | Sparta Rotterdam | Vlag van Nederland | Eerste divisie  | 12         | 0          | 0     | 0     | –              | –              | 4      | 0      | 16     | 0      |
| 2019/20         | Sparta Rotterdam | Vlag van Nederland | Eredivisie      | 23         | 0          | 2     | 0     | 0              | 0              | 0      | 0      | 25     | 0      |
| 2020/21         | ADO Den Haag     | Vlag van Nederland | Eredivisie      | 12         | 0          | 0     | 0     | 0              | 0              | 0      | 0      | 12     | 0      |
| Carrière totaal | Carrière totaal  | Carrière totaal    | Carrière totaal | 67         | 0          | 3     | 0     | 5              | 0              | 6      | 0      | 81     | 0      |

## Erelijst

### MetVitesse
| Competitie           | Winnaar | Winnaar | Runner-up | Runner-up |
| Competitie           | Aantal  | Jaren   | Aantal    | Jaren     |
| -------------------- | ------- | ------- | --------- | --------- |
| Nationaal            |         |         |           |           |
| Winnaar KNVB beker   | 1x      | 2016/17 |           |           |
| Johan Cruijff Schaal |         |         | 1x        | 2017      |